# Cheilosia transcaucasica
Cheilosia transcaucasica är en tvåvingeart som beskrevs av Stackelberg 1960. Cheilosia transcaucasica ingår i släktet örtblomflugor, och familjen blomflugor.
Artens utbredningsområde är Armenien. Inga underarter finns listade i Catalogue of Life.